# Ковила облудна
Ковила́ облу́дна (Stipa fallacina) — дуже рідкісна багаторічна рослина родини тонконогових. Вид занесений до Червоної книги України у статусі «Недостатньо відомий». Кормова і протиерозійна рослина.

## Опис
Трав'яниста рослина заввишки до 50 см, гемікриптофіт. Злак, що утворює щільні дернини завширшки 6-7 см. Стебла численні. Листки згорнуті, щетиноподібні, зовні дрібнощетинисті. Суцвіття — волоть, що складається з 7-8 колосків. Вісь суцвіття коротка щетинисто-волосиста. Нижня квіткова луска 11-14 мм завдовжки, у нижній половині опушена. Крайові смужки волосків на сім'янці не доходять до основи остюка на 1-1,5 мм. Остюк 19-23 см завдовжки, двічі колінчастозігнутий, в нижній штопороподібно закрученій жовтуватій частині з рідкими довгими волосками, в верхній — дрібнощетинистий. Перо завширшки 5-7 мм.

## Екологія та поширення
Це світлолюбна і посухостійка рослина зростає у кам'янистих та піщаний степах, часто як домішка до панівних видів того ж роду. Квітне у травні, плодоносить у червні. Розмножується насінням.
Вузький ендемік, ареал якого обмежується Північним Приазов'ям. На теренах України відомі лише дві популяції, розташовані у північній і східній частинах Донецької області.

## Значення і статус виду
Зменшення чисельності популяцій спричинене виключно антропогенними факторами: надмірним випасанням худоби, випалюванням, оранкою земель. Ковила облудна охороняється лише в Українському степовому заповіднику (філія «Хомутовський степ»). Для ефективного відтворення виду рекомендується культивувати його в ботанічних садах, тим більше, що ця рослина має високі декоративні якості. Крім того, ковила облудна приносить користь, запобігаючи ерозії чорноземів, оскільки її щільні дернини чудово скріплюють часточки ґрунту.
Станом на 2015 рік ковилу облудну вирощують тільки в Донецькому ботанічному саду.